# نجمي الجوز
نجمي الجوز (الاسم العلمي: Astrocaryum)، جنس نباتات يتألف من قرابة 36 إلى 40 نوعًا من أشجار النخيل الأصلية في أمريكا الوسطى والجنوبية وترينيداد.

## الوصف
نجمي الجوز هو جنس من النخل الشائك ذو أوراق ريشية مركبة - تظهر صفوف من الوريقات على جانبي محور الورقة بنمط يشبه الريش أو السرخس. بعض الأنواع ذات ساق واحد، بينما ينمو البعض الآخر في مجموعات متعددة السيقان (مُلتفة). وهي نباتات مُزهرة بشكل متكرر - تزهر بشكل متكرر على مدار عمرها - وأحادية المسكن، مما يعني وجود أزهار ذكرية وأنثوية منفصلة، ولكن بعض النباتات تحمل كلا النمطين من الأزهار.

## التصنيف

### التاريخ
وصف النوع النمطي نجمي الجوز المشوك (Astrocaryum aculeatum) لأول مرة من قبل عالم النبات الألماني جورج فريدريش فيلهلم ماير في عام 1818 بناءً على عينة من نهر إيسيكويبو في غيانا.

### الأنواع
| - Astrocaryum acaule Mart. - Astrocaryum aculeatissimum (Schott) Burret - Astrocaryum aculeatum G.Mey. - Astrocaryum alatum Loomis - Astrocaryum campestre Mart. - Astrocaryum carnosum F.Kahn & B.Millán - Astrocaryum chambira Burret - Astrocaryum chonta Mart. - Astrocaryum ciliatum F.Kahn & B.Millán - Astrocaryum confertum H.Wendl. ex Burret - Astrocaryum faranae F.Kahn & E.Ferreira - Astrocaryum farinosum Barb.Rodr. - Astrocaryum ferrugineum F.Kahn & B.Millán - Astrocaryum giganteum Barb.Rodr. - Astrocaryum gratum F.Kahn & B.Millán - Astrocaryum gynacanthum Mart. - Astrocaryum huaimi Mart. - Astrocaryum huicungo Dammer ex Burret | - Astrocaryum jauari Mart. - Astrocaryum javarense (Trail) Drude - Astrocaryum macrocalyx Burret - Astrocaryum malybo H.Karst. - Astrocaryum mexicanum Liebm. ex Mart. - Astrocaryum minus Trail - Astrocaryum murumuru Mart. - Astrocaryum paramaca Mart. - Astrocaryum perangustatum F.Kahn & B.Millán - Astrocaryum rodriguesii Trail - Astrocaryum sciophilum (Miq.) Pulle - Astrocaryum scopatum F.Kahn & B.Millán - Astrocaryum sociale Barb.Rodr. - Astrocaryum standleyanum L.H.Bailey - Astrocaryum triandrum Galeano-Garces, رودريغو بيرنال & F.Kahn - Astrocaryum ulei Burret - Astrocaryum urostachys Burret - Astrocaryum vulgare Mart. |

أحد الأعضاء المعروفة لهذا الجنس هي نخلة نجمي الجوز الشائع (Astrocaryum vulgare)، وهي شائعة في ولاية بارا البرازيلية. تُعرف نخلة نجمي الجوز المكسيكي (Astrocaryum mexicanum)، وهي نخلة شائعة في ساحل البحر الكاريبي بأمريكا الوسطى، تُعرف باسم وَري شون warree cohune في البرازيل، إذ يُقال إن أشواكها تشبه شعيرات خنزير بقري أبيض الشفة أو وَري.

## الأستخدامات
تُستخدم ثمار وبذور العديد من أنواع هذا الجنس غذاءً للإنسان، ولإنتاج الزيوت، وطُعم للأسماك. وتُستخدم الأوراق مصدرًا للألياف، والسيقان مواد بناء. كما تُستخدم أنواع أخرى منها طبيًا ومصدرًا للجمار